# 武藤孝行
武藤 孝行（むとう たかゆき、1974年8月8日 - ）は、日本の元キックボクサー、空手家。埼玉県坂戸市出身。元UKF世界スーパーライト級王者。現士道館総本部師範代。
埼玉栄高校出身。応援団所属。

## 来歴

### 日本王座奪取
1998年6月26日に行われた「マッハ士道館 ドリームマッチ」のマーシャルアーツ日本ライト級王座決定戦で、佐藤堅一が返上した空位の王座を巡って井上哲（同級1位）と対戦。5R終了時にはドローだったため、延長戦に突入した。肘打ちに苦しむも、手数の多さで上回り、判定勝ちで新王者になった。試合後のインタビューでは「チャンピオンになっちゃっていいんですかね、僕なんか」という名台詞を残した。同年12月26日にはマーシャルアーツ日本キックボクシング連盟主催の年間表彰式で、最優秀技能賞を受賞した。

### 世界王座奪取
2002年6月30日に東京の後楽園ホールで行われた「第5回梶原一騎杯 キックガッツ2002」のUKF世界ライトウェルター級タイトルマッチで、エリック・カスティアーノ（キューバ / 王者）と対戦。エリックは33戦33勝20KOの強豪だったが、5R判定1-0で引き分けまで持ち込んだ。しかし、王座は奪取できなかった。
2005年1月30日に東京のディファ有明で行われた「DETERMINATION (決心) 1st.」のUKF世界スーパーライト級タイトルマッチで、ブルース・セスマン（アメリカ / 王者）に2R1:48KO勝ちを収め、王座奪取に成功した。
同年7月16日には、新撰組プロモーション主催の「新・格闘技の祭典2005」で行われたキックルールの試合で、マキ・ランサヤーム（タイ）と対戦。4R 判定0-2で敗北した。
2005年10月30日にディファ有明で士道館が主催する第25回士道館杯争奪ストロングオープントーナメント「全日本空手道選手権大会」に出場。中量級にエントリーし、Bブロック1回戦で佐藤真之（国際F.S.A拳真館 総本部）と対戦。顔面への突きを出してしまい、失格負けとなった。このときの士道館ルールは、顔面への突き・金的への攻撃は反則だったが、3秒間の掴みと5秒間の寝技が認められており、試合場はリングというものだった。

### 引退
2006年1月22日に東京の後楽園ホールで行われた「士道館新春正月興行 〜SURPRISING-1〜」でブーヌン・サックホームシン（タイ / ラジャダムナン・スタジアム、WMCスーパーライト級統一王者）と対戦。ムエタイルールで対戦したためワイクルーの最後には持参した刀を敵コーナーに対して振り回しで覚悟のほどを示した。しかし、開始44秒でブーヌンサックの右肘打ちにより、額から大量出血したため、ドクターストップによるTKO負けを喫した。この試合は、元々ジョームタップ・クランセーンマハーサラーカムと対戦する予定だったが、ジョームタップがブーヌンサックに判定負けし王座から陥落したため、また武藤戦の条件は現役タイ王者との対戦だったために対戦相手が変更になった。なお、武藤が勝っていれば、タイでランク入りし王座に挑戦する予定だった。

### その後
現在は、埼玉県所沢市にある士道館総本部の師範代を務め、後進や子供たちの指導などにあたっている。

## 戦績
- プロキックボクシング: 不明

## 獲得タイトル
- 第11代マーシャルアーツ日本キックボクシング連盟ライト級王座（0度防衛）
- UKF世界スーパーライト級王座（0度防衛）

## 受賞歴
- 1998年度最優秀技能賞（MAキック、1998年12月26日）